# Валя-Лунгулуй
Валя-Лунгулуй (рум. Valea Lungului) — село у повіті Долж в Румунії. Входить до складу комуни Бряста.
Село розташоване на відстані 193 км на захід від Бухареста, 11 км на захід від Крайови.

## Населення
За даними перепису населення 2002 року у селі проживали 632 особи.
Національний склад населення села:
| Національність | Кількість осіб | Відсоток |
| -------------- | -------------- | -------- |
| румуни         | 578            | 91,5%    |
| цигани         | 42             | 6,6%     |
| угорці         | 12             | 1,9%     |

Рідною мовою назвали:
| Мова      | Кількість осіб | Відсоток |
| --------- | -------------- | -------- |
| румунська | 604            | 95,6%    |
| циганська | 28             | 4,4%     |